# Tập hợp Delone
Trong lĩnh vực toán học về không gian metric và trong không gian {\displaystyle \scriptstyle {M_{\mathbb {R} }^{n}}} một lưới ε của một tập hợp điểm A là một tập hợp điểm B sao cho với mọi điểm trong A đều tồn tại một điểm trong B nằm gần nó.

## Định nghĩa
Một lưới ε là một tập hợp các điểm trong một không gian metric sao cho mọi điểm trong không gian đều nằm ở khoảng cách không quá ε tới một điểm nào đó trong lưới. Ví dụ, nếu ε > ½, thì tập hợp các số nguyên là một lưới ε của tập hợp số thực.